# Cray
Cray Inc. — американская компания, одна из основных производителей суперкомпьютеров. Базируется в Сиэтле (штат Вашингтон).

## История

### Cray Research
Cray Research, Inc. (CRI) была основана в 1972 году проектировщиком компьютеров Сеймуром Крэем, отпочковавшись от компании Control Data Corporation (CDC), где Сеймур Крэй создал суперкомпьютеры CDC 6600 и CDC 7600 и разрабатывал следующую модель — CDC 8600. Работы над CDC 8600 затянулись, и проект оказался неудачным. Компания CDC параллельно разрабатывала ещё один проект — STAR-100, который показывал все признаки успеха. Руководство компании CDC решило вложить крайне скудные средства в проект STAR-100, а проект CDC 8600 закрыть. Сеймур Крэй решил отделиться от CDC, начать всё с нуля в рамках своей компании Cray Research и разработать другой суперкомпьютер на новых идеях и принципах.
В 1975 году компания представила публике свой первый компьютер Cray-1. Руководители компании на основании предыдущего опыта предполагали, что им удастся продать не больше дюжины машин Cray-1, но успех машины был таким, что в конце концов было продано более 80 машин Cray-1. Это ещё больше укрепило славу Сеймура Крэя как гениального инженера в области суперкомпьютеров, а компании принесло огромный финансовый успех.
17 марта 1976 года Cray Research провела IPO и стала публичной компанией.
Пока Сеймур Крэй 5 лет работал над Cray-2, параллельная команда разработчиков во главе с инженером Стивеном Ченом в 1982 году выпустила на базе модели Cray-1 суперкомпьютер Cray X-MP. Это был первый многопроцессорный векторный компьютер компании Cray Research. С 1983 по 1985 год Cray X-MP был самым быстрым компьютером в мире.

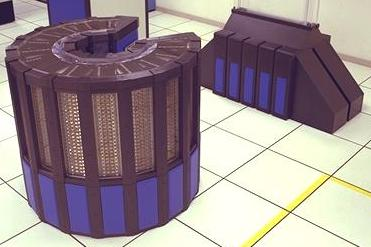
Суперкомпьютер Cray-2 в НАСА

В 1985 году публике был представлен суперкомпьютер Cray-2 с новаторской системой охлаждения, который сместил Cray X-MP с пьедестала. Cray-2 ждала неудача, так как его производительность была ненамного выше, чем у Cray X-MP (но в 10 раз выше, чем у Cray-1). Главным достоинством Cray-2 был большой объём очень быстрой памяти. Когда модули этой памяти были установлены в Cray X-MP, новый суперкомпьютер, вышедший в свет в 1988 году под названием Cray Y-MP, легко обогнал Cray-2.
В 1987 году компанию покинул Стив Чен — разработчик машин линии Cray-Xxx. Руководство компании решило продолжить эту технологическую линию, а разработка и производство суперкомпьютера Cray-3 перешли в отдельную компанию, Cray Computer Corporation, базирующуюся в Колорадо-Спрингс (штат Колорадо) и возглавленную Сеймуром Крэем. Сеймур Крэй работал над разработками компании вплоть до своей смерти из-за автомобильной аварии в сентябре 1996 года в возрасте 71 года.
Компания Cray Research с середины 1970-х до начала 1990-х прочно занимала лидирующее положение на рынке суперкомпьютеров, конкурируя в этой нише в основном с Control Data Corporation и её филиалом ETA Systems. Покупателями являлись секретные правительственные научные лаборатории, правительственные службы безопасности и обороны США и стран НАТО, агентства прогноза погоды США и стран Европы, научно-исследовательские институты.

### В составе Silicon Graphics
Изменения мировой политической обстановки в начале 1990-х годов — разрядка международной напряжённости, крах Варшавского блока, распад СССР — привели к падению спроса на суперкомпьютеры из-за сокращений ассигнований на оборону. Помимо того возросла конкуренция со стороны новых игроков рынка суперкомпьютеров: «большой тройки» японских компаний Hitachi, Fujitsu и NEC, со стороны компании IBM, которая решила вернуться на рынок суперкомпьютеров, а также со стороны новых американских компаний, разрабатывавших нишу дешевых мини-суперкомпьютеров: Convex, Alliant и др. У Cray Research возникли большие финансовые затруднения, и феврале 1996 года компания была куплена компанией Silicon Graphics за $767 млн и вошла в её состав как её подразделение «Cray Research Division».

### Cray Inc.
В 2000 году компания Tera Computer перекупила Cray Research Inc. у Silicon Graphics и объединилась с ней под названием Cray Inc..

### Слияние с HPE
17 мая 2019 года компания HPE объявила о покупке компании Cray за $1,3 млрд, сделка была полностью закрыта за $1,4 млрд в конце сентября 2019 года.

## Известные личности, связанные с компанией
- Крэй, Сеймур — основатель компании и главный конструктор суперкомпьютеров Cray-1 и Cray-2.
- Джон Роллуоген (John A. Rollwagen) — руководитель компании Cray Research с 1977 по 1993 год.
- Стив Чен — руководитель группы, создавшей многопроцессорные суперкомпьютеры Cray X-MP и Cray Y-MP. Покинул Cray Research в конце 1987 года и на деньги компании IBM основал компанию Supercomputer Systems, которая обанкротилась в январе 1993 года.
- Лез Девис (Les Davis) — инженер, первый работник компании Cray Research со дня её основания, правая рука Сеймура Крэя в разработке компьютеров Cray-1 и Cray-2, и «доводчик» всех продуктов компании до производственного цикла. Ушел из компании на пенсию в 1995 году.
- Стив Нельсон (Steve Nelson) — главный конструктор Cray Research после ухода Сеймура Крэя из компании в 1989 году. Создатель линейки суперкомпьютеров Cray C90.
- Дэвид Словинский[англ.] — математик. Работал программистом в Cray Research и использовал компьютеры Cray для поиска простых чисел Мерсенна.